# Jakub Szydłowski
Jakub Szydłowski (ur. 30 marca 1974) – polski aktor musicalowy, dubbingowy i filmowy. Współpracował z Teatrem Muzycznym „Capitol” we Wrocławiu, Teatrem Studio Buffo, Teatrem Komedia i Teatrem Muzycznym „Roma” w Warszawie. Reżyser spektakli muzycznych, musicali i koncertów.

## Kariera
Absolwent liceum muzycznego w Szczecinie i Studium Wokalno-Aktorskiego im. D. Baduszkowej w Gdyni, gdzie grał główne role w spektaklach: „Hair” (Nagroda za debiut roku), „Muzyka Queen”, „Sen nocy letniej” oraz w licznych koncertach. Gościnnie występował jako Bernardo w „West Side Story” w Schwedt w Niemczech i jako Riff w szczecińskiej wersji tego musicalu.

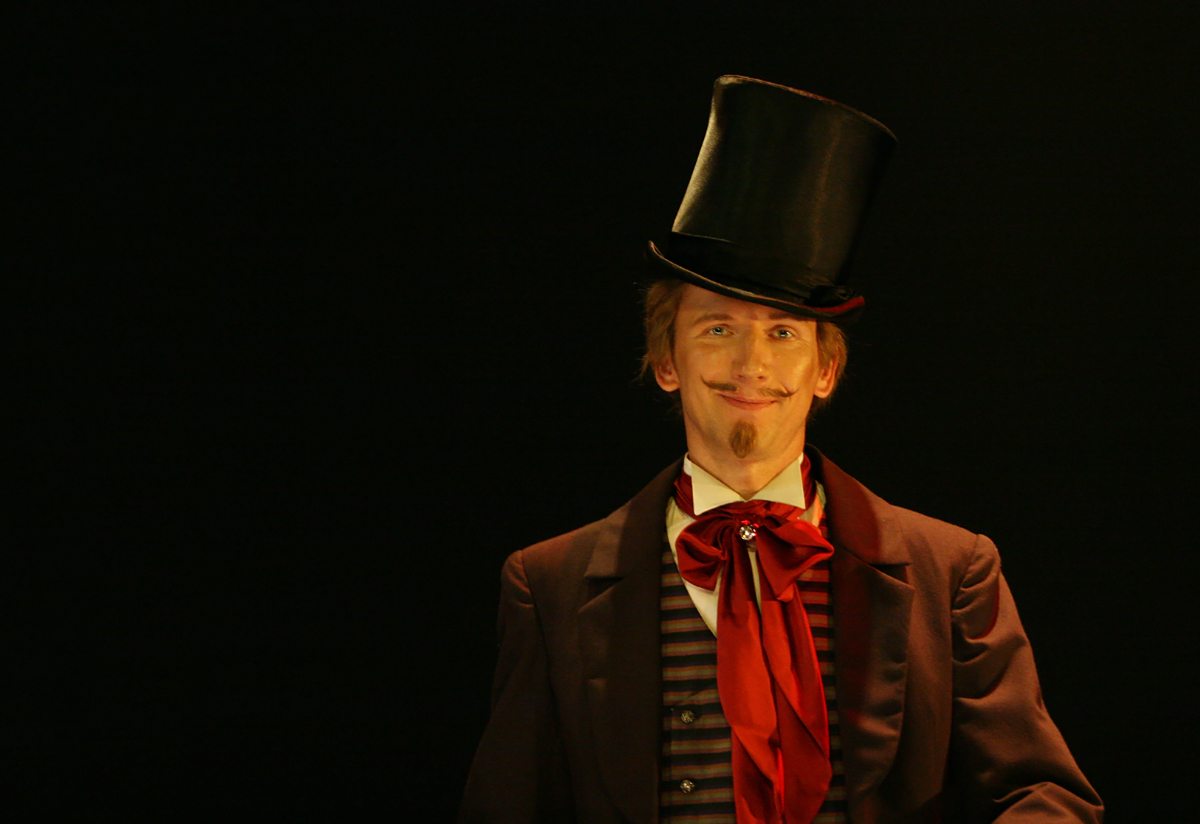
Szydłowski podczas spektaklu Upiór w operze.

Współpracował z Teatrem Muzycznym „Capitol” we Wrocławiu, gdzie zagrał Mackie Majchra w Operze za trzy grosze, a także brał udział w koncertach TVP: „Kombinat” i „Gorączka Warszawska”. Występował także przed szwajcarską publicznością, grając główną rolę w oryginalnej wersji musicalu Hair. Od października 2004 grał Ojca Laurentego w produkcji Teatru Studio Buffo Romeo i Julia.
Na scenie Teatru Muzycznego „Roma” wystąpił w spektaklach: Pięciu braci Moe, Grease (jako Danny Zuko, Kenickie, Johnny Casino), Musicale, ach te musicale, Taniec wampirów (jako Kukol), Koty (jako Ram-Tam Tamek), Akademia pana Kleksa (jako Weronik Czyścioch), Upiór w operze (jako Richard Firmin), Les Misérables” (jako członek zespołu i dubler roli Javerta), Aladyn JR (jako Dżafar), Deszczowa piosenka, Mamma Mia! i Piloci.
Występował także w Teatrze Komedia w spektaklach: Najlepsze z najlepszych, Niebezpieczne związki i Kieszonkowa orkiestra.
W 2011 nagrał utwór pt. „Analiza” z wokalistką Malwiną Kusior. W 2014 wyreżyserował na deskach warszawskiego Teatru Rampa musical Rent. Wyreżyserował na deskach Opery i Filharmonii Podlaskiej spektakl muzyczny Mariusza Urbanka Brzydki kaczorek.
W 2020 został zastępcą dyrektora ds. artystycznych Teatru Muzycznego w Łodzi.

## Życie prywatne
Jest mężem aktorki Joanny Pietrońskiej-Szydłowskiej, z którą ma syna, Jana.

## Dyskografia
- płyta z muzyką do musicalu Romeo i Julia
- płyta z muzyką do musicalu Taniec wampirów
- płyta z muzyką do musicalu Koty
- płyta z muzyką do musicalu Akademia pana Kleksa
- płyta z muzyką do musicalu Upiór w operze
- płyta z muzyką do musicalu Les Miserables
- płyta z muzyką do musicalu Adonis ma gościa

## Praca w teatrze
- Studio Buffo
- Teatr Muzyczny „Capitol”
- Teatr Muzyczny „Roma”
- Teatr Muzyczny w Gdyni
- Teatr Komedia w Warszawie
- Teatr Polski w Szczecinie
- Teatr Rampa w Warszawie
- Opera i Filharmonia Podlaska w Białymstoku

## Teatr TV
- 2004: Romeo i Julia

## Przed kamerą
- 1997: Klan – właściciel mieszkania
- 2004: Na Wspólnej – kurier (odc. 468)
- 2004: Plebania – strażnik w prokuraturze (odc. 463)
- 2006: Niania – selekcjoner (odc. 23)
- 2007: Na Wspólnej – Maciej (odc. 702, 779)
- 2012–2013: Na Wspólnej – policjant (odc. 1610, 1624)
- 2016: Planeta singli – ojciec Igora

## Polski dubbing
- 2016: Zwierzogród – Jakimsa
- 2015: Dying Light – Gazi
- 2015: Żółwik Sammy i spółka – Albert
- 2013: Sly Cooper: Złodzieje w czasie – sir Galleth Cooper
- 2012: The Elder Scrolls V: Skyrim – Dragonborn – Gjalund Rozsądny
- 2012: The Elder Scrolls V: Skyrim – Dawnguard –
  - Strażnik Tolan,
  - Rargal Władca Sług,
  - Ollrod,
  - Barknar,
  - Odźwierny,
  - Przyjezdny doradca
- 2011: Transformers: Prime – KnockOut
- 2011: Wiedźmin 2: Zabójcy królów –
  - Elton,
  - żołnierz
- 2011: The Elder Scrolls V: Skyrim –
  - Ralof,
  - Alvor,
  - Jarl Balgruuf Większy,
  - Hod,
  - Skulvar Rękojeść-Szabli,
  - Jon Dziecię-Wojny,
  - Heimskr,
  - Vilkas,
  - Akolita Jenssen,
  - Wilhelm,
  - Barknar,
  - Talsgar Wędrowiec,
  - Sond,
  - Vekel Człowieczy,
  - Vipir Szybkonogi,
  - Bersi Miodowa-Ręka,
  - Vulwulf Śnieżna-Stopa,
  - Kjar,
  - Fultheim Nieulękły,
  - Roggvir,
  - Beirand,
  - Belrand,
  - Jorn,
  - Bolund,
  - Kust,
  - Kjeld,
  - Brunwulf Wolna-Zima,
  - Oengul Kowal-Wojny,
  - Falk Ogniobrody,
  - Odar,
  - Hjorunn,
  - Thongvor Srebrno-Krwisty,
  - Roggi Splątana-Broda,
  - Ogmund,
  - Skaggi Poharatana-Twarz,
  - Hadring,
  - Lortheim,
  - Kraldar,
  - Jarl Korir,
  - Pactur,
  - Thonnir,
  - Gorm,
  - Filnjar,
  - Thorgar,
  - Stalleo,
  - Hajvarr Żelazna-Ręka,
  - Lodvar,
  - Rissing,
  - Torkild Straszny,
  - Arnskar Piękny-Bursztyn,
  - Golldir,
  - Gromowaładni Żołnierze,
  - Bandyci,
  - Strażnik Twierdzy Biel,
  - Myśliwi,
  - Rabusie Czarnej Krwi,
  - Korsarze,
  - Rolnik,
  - Więzień thalmorski,
  - Najemnicy Czarnych Róż,
  - Imprezowicz,
  - Ochroniarz Stalleo,
  - Ofiara tortur,
  - Ulfgar Wieczny,
  - Hunroor
- 2011: Abby i latająca szkoła wróżek
- 2011: Gwiezdne wojny: część VI – Powrót Jedi – Lando Calrissian
- 2011: Gwiezdne wojny: część V – Imperium kontratakuje – Lando Carlissian
- 2011: Rango – Flan/Bufford
- 2011: Cziłała z Beverly Hills 2 – Sebastian
- 2010: Zakochany wilczek – Tłuszcz
- 2010: Bakugan – Sid
- 2010: Pokémon: Gwiazdy Ligi Sinnoh – Barry
- 2010: Avengers: Potęga i moc – Tony Stark/Iron Man
- 2010: Scooby Doo: Abrakadabra-Doo – Whirlen Merlin
- 2010: Ja w kapeli – Derek Jupiter
- 2010: Astro Boy – Wycieraczka
- 2010: Jak wytresować smoka
- 2010: Alicja w Krainie Czarów
- 2010: Big Time Rush – Wayne Wayne
- 2009: Dragon Age: Początek
- 2009: Huntik: Łowcy tajemnic − DeFoe
- 2009: Klopsiki i inne zjawiska pogodowe − Brent
- 2009: Pokémon: Wymiar walki – Barry
- 2009: Góra Czarownic
- 2009: Hotel dla psów
- 2008: Batman: Odważni i bezwzględni –
  - Goryl Grodd,
  - Ted Kord
- 2008: Pingwiny z Madagaskaru − Joey
- 2008: Madagaskar 2 − Teetsi
- 2008: Barbie i diamentowy pałac – Ian
- 2008: Sezon na misia 2 − Roberto
- 2008: Cziłała z Beverly Hills − Sebastian
- 2008: Pan Ślimak − Pan Ślimak
- 2008: Garfield: Festyn humoru – Junior
- 2008: Kung Fu Panda
- 2008: Opowieści z Narnii: Książę Kaspian
- 2008: Niezwykła piątka na tropie – Grubins
- 2008: Wiedźmin: Efekt uboczny –
  - Ralf Duben,
  - rivijski wędrowiec
- 2007: Klub Winx – tajemnica zaginionego królestwa − Timmy
- 2007: ICarly –
  - Aktor Grający w serialu Mała Krówka (odc. 13),
  - Blake (odc. 13),
  - Detektyw Klapsacz (odc. 20),
  - Klishay (odc. 22),
  - Masażysta Dawid  (odc. 22),
  - Policjant FBI (odc. 25),
  - Policjant  (odc. 43),
  - Clifford  (odc. 44),
  - Scenarzysta Totalnej teri (odc. 46),
  - Pan Chambers (odc. 48,53,70)
  - Komentator Gali Boksu (odc. 49-50),
  - Jeden ze Skazańców (odc. 51),
  - Juror Eric (odc. 52),
  - Bógmięsczak (odc. 54),
  - Żółw (odc. 54),
  - Piłkarz Baseballowy (odc. 59),
  - Miliarder (odc. 63),
  - Sportowiec z programu Siłka Rządzi (odc. 63),
  - Dr. Sydney van Gurbin (odc. 67)
- 2007: Lucky Luke na Dzikim Zachodzie − Rintindumb
- 2007: High School Musical 2
- 2007: Wiedźmin – postacie poboczne
- 2006: Heroes of Might and Magic V: Kuźnia Przeznaczenia – Duncan
- 2006: Johnny Test – Tata Johhny’ego
- 2006: Sposób na rekina − Pelikan
- 2006: Wpuszczony w kanał
- 2005: Kim Kolwiek –
  - Kolega Kim z aresztu,
  - Członek zespołu muzycznego
- 2005: Wymiennicy
- 2005: Fineasz i Ferb
- 2004–2008, 2012–2014: Leniuchowo – Robbie Zgniłek
- 2004: Krowy na wypasie – Krowa Otis
- 2004: High School Musical
- 2004: Mickey: Bardziej bajkowe święta
- 2003: Dora poznaje świat
- 2002: Balto II: Wilcza wyprawa – Balto
- 1999: SpongeBob Kanciastoporty –
  - Pirat z obrazka,
  - Latający Holender (seria I),
  - Brudny Bąbel
- 1991: Piękna i bestia – Gaston (druga wersja dubbingu)

### Śpiew piosenek
- 2009: Księżniczka i żaba
- 2007: Sonic Underground – Czołówka
- 2005: SpongeBob Kanciastoporty
- 2005: Jimmy Neutron: mały geniusz
- 2005: Fineasz i Ferb – Końcowa piosenka o Panu Dziobaku

### Reżyseria dubbingu
- 2015: Happy Monster Band

### Programy TV
- „Odlot” – TV 4 (prowadzenie)